# Catalogus Plantarum Horti Regii Neapolitani ad annum 1813

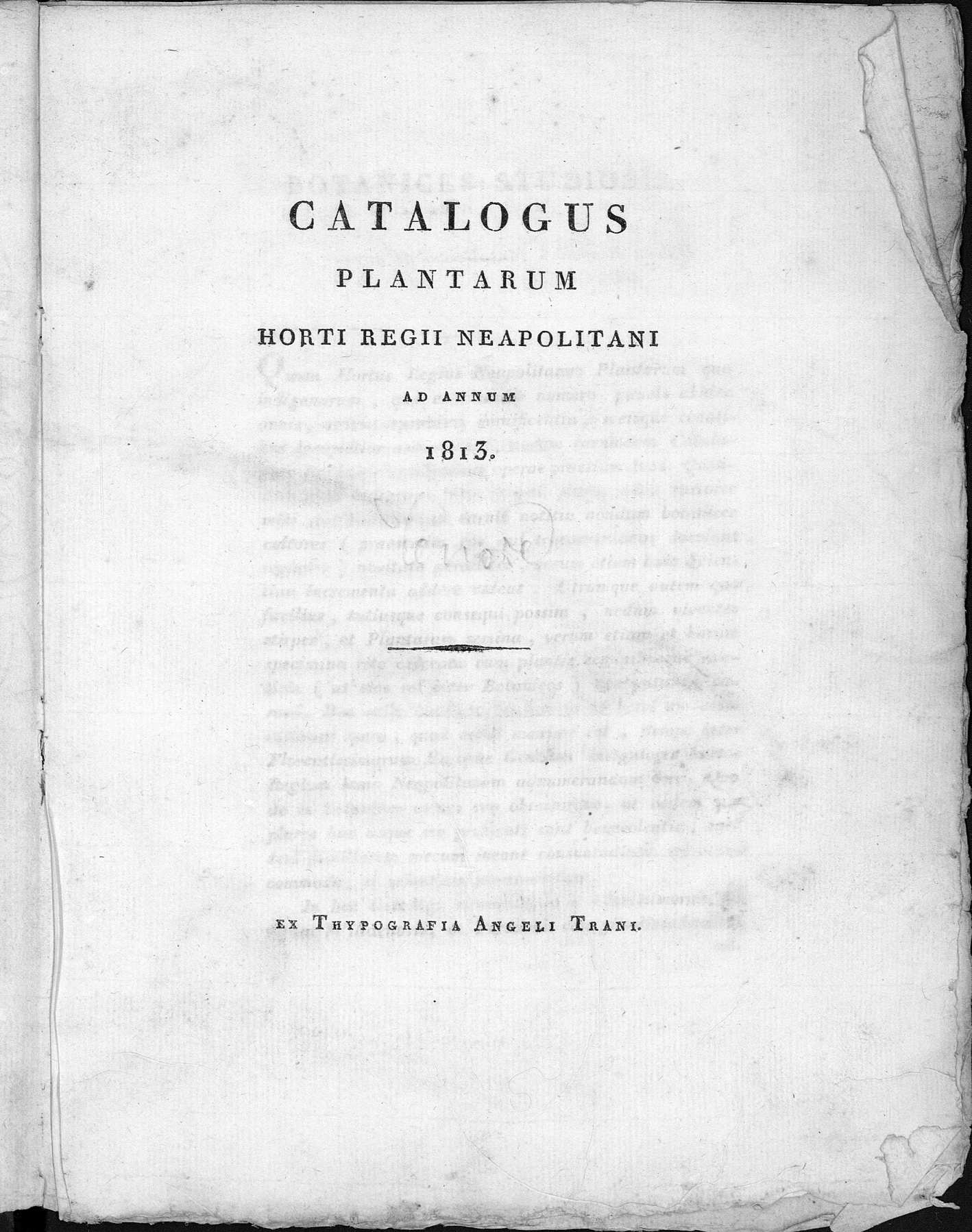
Catalogus plantarum Horti regii Neapolitani ad annum 1813, 1813

Catalogus Plantarum Horti Regii Neapolitani ad annum 1813 (abbreviato Cat. Hort. Neapol.) è una rivista illustrata di botanica che fu pubblicata da Michele Tenore a Napoli dal 1813 al 1819.